# Brooke Nevin
Brooke Candice Nevin (Toronto, 22 december 1982) is een Canadese actrice en filmregisseuse. 

## Biografie
Nevin werd geboren en groeide op in Toronto in een gezin als oudste van twee dochters. Zij doorliep de highschool aan de Leaside High School in haar geboorteplaats. Naast het Engels spreekt zij ook vloeiend Frans.
Nevin begon in 1996 met acteren in de televisieserie Jonovision, waarna zij nog meerdere gastrollen had in televisieseries als onder andere CSI, Chicago Fire en Scorpion, en ook speelde in diverse films.

## Filmografie

### Films
Uitgezonderd korte films.
- 2022 Meet Me in New York - als Kelly
- 2021 Sweet as Maple Syrup - als Rachelle Beaumont
- 2021 It Takes a Christmas Village - als Alexandra Foster
- 2021 Crashing Through the Snow - als Kate Reynolds
- 2020 DNA Killer - als Sarah
- 2018 Jingle Around the Clock - als Elle Bennett
- 2018 The Thinning: New World Order - als dr. Langley
- 2017 The Christmas Cure - als Vanessa Turner
- 2017 The Wrong Mother - als Vanessa
- 2016 Journey Back to Christmas - als Sarah
- 2016 Hometown Hero - als Kelsey
- 2015 Construction - als Jessica
- 2015 On the Twelfth Day of Christmas - als Maggie Chalke
- 2015 Stolen from the Suburbs - als Anna
- 2015 Signed, Sealed, Delivered: From Paris with Love - als Caitlin
- 2012 Alter Egos - als Claudel
- 2009 Infestation - als Sara
- 2009 Catherine & Annie - als Lauren
- 2009 My Suicide - als Sierra Silver
- 2008 Sherman's Way - als Addy
- 2007 The Comebacks - als Michelle Fields
- 2007 One of Our Own - als Marie
- 2006 The Perfect Suspect - als Jo Hansen
- 2006 I'll Always Know What You Did Last Summer - als Amber Williams
- 2006 Comeback Season - als Christine Pearce
- 2004 A Very Cool Christmas - als Lindsay Dearborn
- 2002 Guilty Hearts - als Missy Carrow
- 2001 Loves Music, Loves to Dance - als Anne Sheridan
- 1998 Short for Nothing - als Dawn
- 1998 Running Wild - als Angela Robinson

### Televisieseries
Uitgezonderd eenmalige gastrollen.
- 2022 Good Trouble - als Ryan Jones - 6 afl.
- 2020 Council of Dads - als Lauren - 3 afl.
- 2018 Carter - als Winter Wood - 2 afl.
- 2016 Scorpion - als Linda - 5 afl.
- 2016 Quantum Break - als Emily Burke - 4 afl.
- 2012-2015 CSI: Crime Scene Investigation - als Maya - 4 afl.
- 2014 Perception - als Shelby Coulson - 3 afl.
- 2010-2013 Call Me Fitz - als Sonja Lester - 27 afl.
- 2013 Cracked - als dr. Clara Malone - 8 afl.
- 2013 Chicago Fire - als Tara Little - 4 afl.
- 2011-2012 Breakout Kings - als Julianne Simms - 23 afl.
- 2008-2009 Imaginary Bitches - als Brooke - 11 afl.
- 2008-2009 Worst Week - als Chloe - 4 afl.
- 2004-2006 The 4400 - als Nikki Hudson - 7 afl.
- 1998-1999 Animorphs - als Rachel Berenson - 26 afl.

### Filmregisseuse
- 2021 Her Deadly Boyfriend - film
- 2021 Wedding Cake Dreams - film
- 2020 Deadly Sugar Daddy - film

## Prijzen
- Daytime Emmy Awards
  - 2009 in de categorie Nieuwe Verschijningen in Dag Entertainment met de televisieserie Imaginary Bitches - genomineerd.
- Gemini Awards
  - 2011 in de categorie Beste Actrice in een Hoofdrol in een Comedyserie met de televisieserie Call Me Fitz - genomineerd.
- Young Artist Awards
  - 1999 in de categorie Beste Optreden in een Film met de film Running Wild - genomineerd.

- Biblioteca Nacional de España: XX4905102
- Bibliothèque nationale de France: cb151103482 (data)
- International Standard Name Identifier: 0000 0001 1454 5907
- Library of Congress Control Number: no2011030883
- Système universitaire de documentation: 147560462
- Virtual International Authority File: 107570888
- WorldCat: E39PBJmpfRpdB3y9rHDbgbP84q